# Mama Tried

Mama Tried  est une chanson country écrite et enregistrée par Merle Haggard. Sortie en 1968, elle est devenue l'une des chansons les plus populaires de sa carrière,.

## Le thème
Dans Mama Tried, Haggard évoque la douleur et la souffrance qu'il infligea à sa mère en étant incarcéré en 1957 à la Prison d'État de San Quentin.
La chanson fait aussi référence aux démêlés de Haggard avec la justice, bien qu'il ne fut jamais condamné qu'à des peines associées à une liberté conditionnelle. Les paroles décrivent les efforts de sa mère pour le remettre dans le "droit chemin".

## Succès de la chanson
Mama Tried devient le cinquième no 1 de Haggard au Billboard magazine en août 1968. La chanson passe à la première place en seulement quatre semaines.
La version de Haggard a été utilisée sur la bande originale du film Killers Three.

### Reprises
- The Grateful Dead ont introduit la chanson dans leur répertoire en 1969 et l'ont reprise régulièrement, la jouant plus de 300 fois durant leur carrière. Ils ont réalisé des enchainements à partir de la chanson Big River lors d'un concert au Meadowlands Arena le 7 mars 1987, avec Me and my Uncle au concert du Zoo Amphithéâtre le 2 septembre 1985, mais surtout à plusieurs reprises avec Mexicali Blues comme lors du concert au Springfield Civic Center le 15 janvier 1979.
- New Riders of the Purple Sage lors du concert au  Harpur College le 2 février 1970[7]
- Joan Baez reprend la chanson en 1969, et l'inclut en 1993 sur Rare, Live & Classic.
- The Everly Brothers enregistrent une reprise de la chanson en 1968 sur l'album Roots.
- Ratdog lors du concert du 15 août 2007 au Post-Gazette Pavilion Burgettstown[8]
- Le groupe de speed rock Puffball, sur leur EP "Outlaw" sorti en 2002 sur le label Stereodrive!Rec.
- Willie Nelson
- Reina del Cid